# Лауритсен (лунный кратер)
Кратер Лауритсен (лат. Lauritsen) — крупный ударный кратер в южном полушарии обратной стороны Луны. Название присвоено в честь датско-американского физика Чарльза Лауритсена (1892—1968) и утверждено Международным астрономическим союзом в 1970 г. 

## Описание кратера

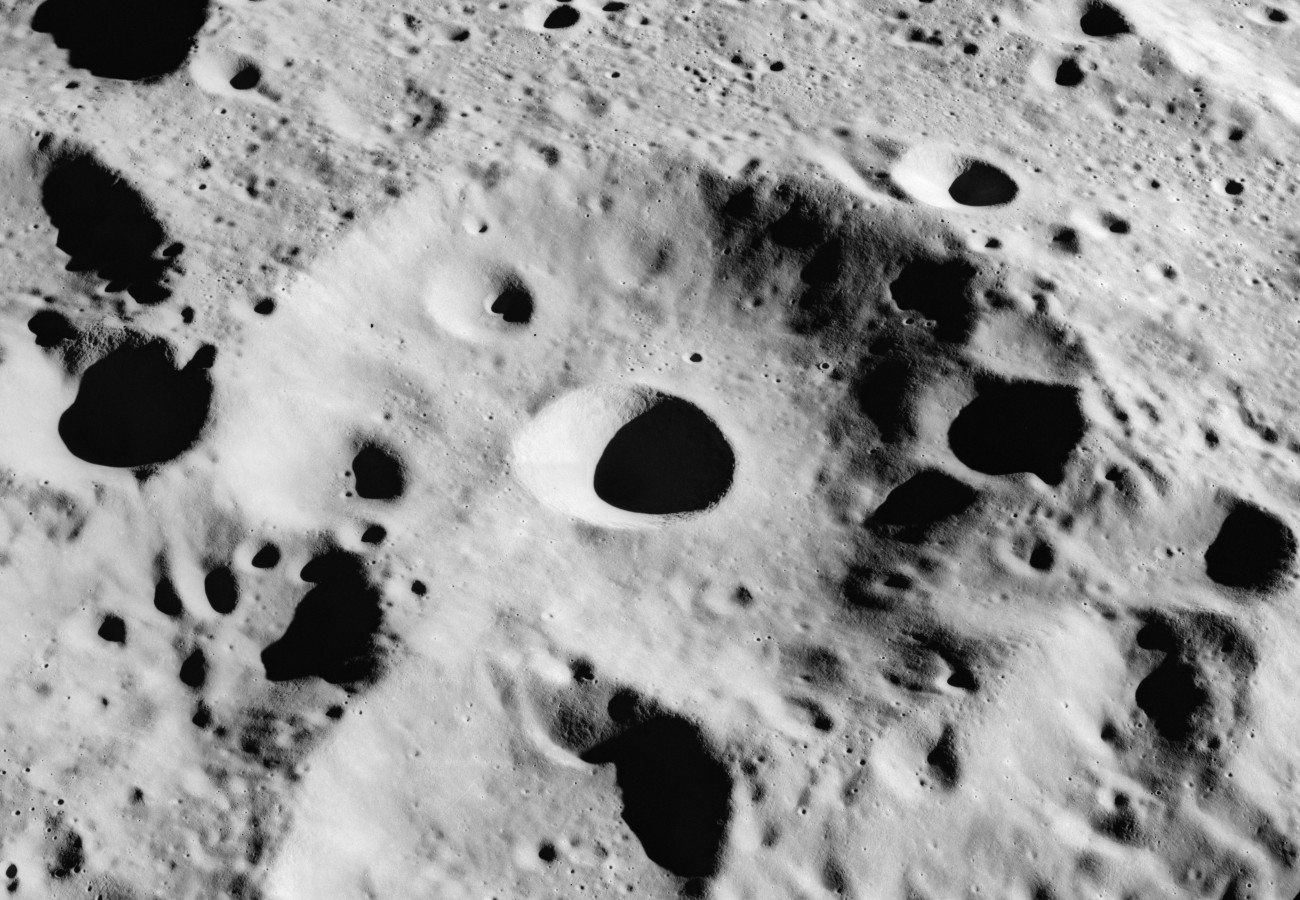
Снимок кратера с борта Аполлона-15.

Ближайшими соседями кратера являются кратеры Кюри на северо-западе; кратер Склодовская на севере; кратер Ковальский на северо-востоке; кратер Тициус на востоке и кратер Доннер на юге-юго-востоке. На востоке от кратера находится Озеро Одиночества; на юге - Море Южное. Селенографические координаты центра кратера 27°32′ ю. ш. 96°19′ в. д. / 27,54° ю. ш. 96,31° в. д., диаметр 51,2 км, глубина 2,4 км.
Кратер Лауритсен имеет близкую к циркулярной форму и значительно разрушен. Северная часть кратера частично перкрывает сателлитный кратер Лауритсен Z (см. ниже). Вал сглажен, перекрыт множеством небольших кратеров и трудно различим на фоне окружающей местности. Северо-восточную часть вала перекрывает сателлитный кратер Лауритсен В. Высота вала над окружающей местностью достигает 1140 м, объем кратера составляет приблизительно 2200 км³. Дно чаши сравнительно ровное, в центре чаши расположен приметный сателлитный кратер Лауритсен Y, в юго-восточной части чаши находится небольшой кратер.
Несмотря на расположение на обратной стороне Луны при благоприятной либрации кратер доступен для наблюдения с Земли, однако под низким углом и в искаженной форме.

## Сателлитные кратеры

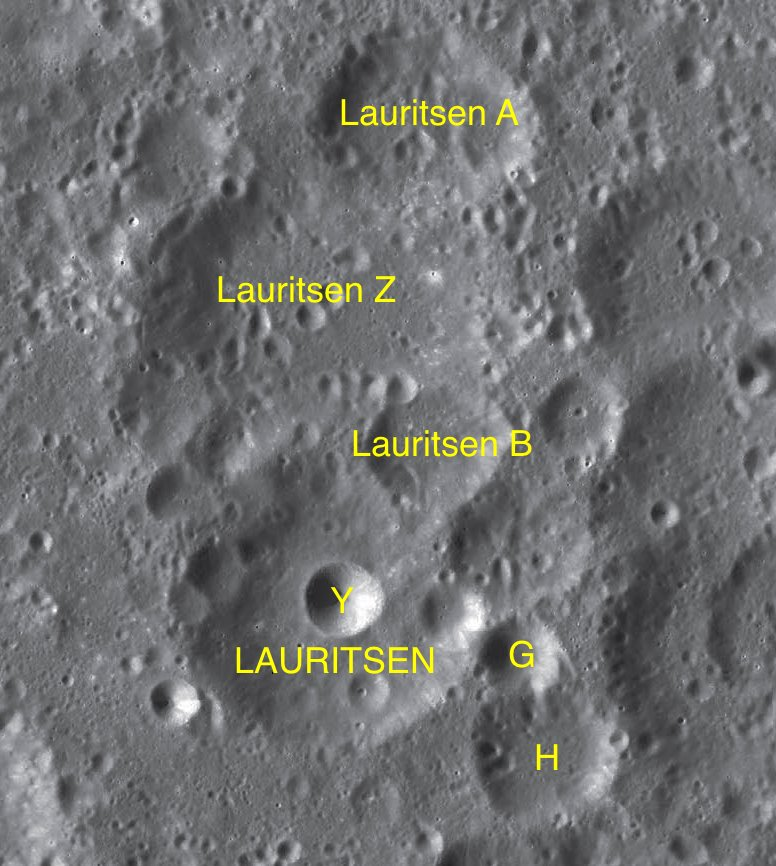
Фрагмент карты LAC-100.

| Лауритсен | Координаты                                            | Диаметр, км |
| --------- | ----------------------------------------------------- | ----------- |
| A         | 24°52′ ю. ш. 96°58′ в. д. / 24,86° ю. ш. 96,96° в. д. | 33,8        |
| B         | 26°42′ ю. ш. 97°02′ в. д. / 26,7° ю. ш. 97,03° в. д.  | 21,7        |
| G         | 27°54′ ю. ш. 97°32′ в. д. / 27,9° ю. ш. 97,54° в. д.  | 13,6        |
| H         | 28°29′ ю. ш. 97°41′ в. д. / 28,49° ю. ш. 97,69° в. д. | 23,4        |
| Y         | 27°32′ ю. ш. 96°25′ в. д. / 27,54° ю. ш. 96,42° в. д. | 12,9        |
| Z         | 25°52′ ю. ш. 96°21′ в. д. / 25,86° ю. ш. 96,35° в. д. | 60,6        |

## См.также
- Список кратеров на Луне
- Лунный кратер
- Морфологический каталог кратеров Луны
- Планетная номенклатура
- Селенография
- Минералогия Луны
- Геология Луны
- Поздняя тяжёлая бомбардировка